# Giacomo Gaioni
Giacomo Gaioni (* 26. April 1905 in Roverbella; † 14. November 1988 in Mantua) war ein italienischer Radrennfahrer und Olympiasieger im Radsport.

## Sportliche Laufbahn
Gaioni war Teilnehmer der Olympischen Sommerspiele 1928 in Amsterdam. Mit dem italienischen Vierer gewann er gemeinsam mit Cesare Facciani, Mario Lusiani und Luigi Tasselli die Goldmedaille in der Mannschaftsverfolgung. Im gleichen Jahr stellte er im Velodromo Sempione in Mailand einen neuen Stundenweltrekord für Amateure auf.
1924 hatte er mit dem Radsport begonnen. 1928 konnte er zwölf Rennen als Amateur gewinnen. Von 1927 bis 1933 startete er zunächst als Unabhängiger und dann als Berufsfahrer, jedoch ohne größere Erfolge.

## Berufliches
Nach seiner aktiven Laufbahn wurde er Mitarbeiter im Radsportteam von Learco Guerra.